# The Way I Are
The Way I Are è una canzone di Timbaland cantata con la collaborazione della cantante R&B Keri Hilson e del rapper D.O.E.. È il secondo singolo estratto dall'album di Timbaland Shock Value.
La versione per il download digitale è stata pubblicata in tutto il mondo a maggio 2007.
La base del brano è molto simile a quella di My Love di Justin Timberlake (sempre scritta da Timbaland), benché la melodia sia modulata diversamente. Il ritmo è campionato invece dal brano delle Salt-n-Pepa Push It.
La canzone è stata usata per la campagna pubblicitaria del 2007 di McDonald's. Nello spot il brano è suonato in sottofondo e viene mostrato un DJ mettere il disco di Timbaland.
Il brano è stato utilizzato per la colonna sonora del videogioco NBA Live 08.

## Versioni ufficiali
- Album version - 2:59
- Radio edit - 3:20
- Extended version - 3:34
- Nephew remix - 3:50
- OneRepublic remix - 3:32

## Classifiche
| Classifica (2007-08) | Posizione massima |
| -------------------- | ----------------- |
| Australia            | 1                 |
| Austria              | 4                 |
| Belgio (Fiandre)     | 2                 |
| Belgio (Vallonia)    | 2                 |
| Bulgaria             | 1                 |
| Canada               | 1                 |
| Danimarca            | 1                 |
| Finlandia            | 4                 |
| Germania             | 5                 |
| Irlanda              | 1                 |
| Italia               | 14                |
| Norvegia             | 1                 |
| Nuova Zelanda        | 2                 |
| Paesi Bassi          | 4                 |
| Portogallo           | 8                 |
| Regno Unito          | 1                 |
| Stati Uniti          | 3                 |
| Svezia               | 2                 |
| Svizzera             | 3                 |
| Turchia              | 7                 |
| Ungheria             | 7                 |